# Mastník
Mastník (deutsch Mastnik, älter auch Massnik, Mastnich) ist eine Gemeinde in Tschechien. Sie liegt sechs Kilometer südwestlich von Třebíč und gehört zum Okres Třebíč.

## Geographie
Mastník befindet sich im Süden der Böhmisch-Mährischen Höhe. Das Dorf liegt am Oberlauf eines kleinen Zuflusses zum Bach Stařečský potok. Nordöstlich erhebt sich der Pekelný kopec (570 m n.m.), im Osten die Kaní hora (570 m n.m.), südlich die Mikulovická hora (586 m n.m.), im Südwesten die Horní hora (583 m n.m.) und nordwestlich die Zadní hora (634 m n.m.). Im Westen und Süden führt die Bahnstrecke Znojmo–Kolín an Mastník vorbei; der nächste Bahnhof ist Stařeč.
Nachbarorte sind Stařeč im Norden, Kracovice, Horka-Domky und Střítež im Nordosten, Slavice im Osten, Petrůvky und Mikulovice im Südosten, Horní Újezd und Kojetice im Süden, Sádek, Vísky und Římov im Südwesten, Rokytnice nad Rokytnou im Westen sowie Veverka, Chlístov, Markvartice und Čechočovice im Nordwesten.

## Geschichte
Die erste urkundliche Erwähnung des Dorfes erfolgte im Jahre 1406. Mastník gehörte zu dieser Zeit anteilig dem Prämonstratenserinnenkloster Neureisch sowie Bohuslav von Holoubek und Jan von Lomnitz. Als 1468 die Truppen des Ungarnkönigs Matthias Corvinus im Machtkampf mit Georg von Podiebrad Třebíč und die Burg Sádek belagerten, wurde Mastník niedergebrannt. Zum Ende des 15. Jahrhunderts wurde Mastník Teil der Herrschaft Sádek.
Nach der Aufhebung der Patrimonialherrschaften bildete Mastník ab 1850 eine politische Gemeinde im Gerichtsbezirk Trebitsch. Ab 1868 gehörte die Gemeinde zum Bezirk Trebitsch. Im Jahre 1869 hatte Mastník 262 Einwohner. 1870 wurde die Bahnstrecke Okříšky-Znaim der Österreichischen Nordwestbahn gebaut. 1877 vernichtete ein Großfeuer das halbe Dorf. Im Jahre 1900 lebten in dem Dorf 311 Personen. 1913 wurde bei Mastník mit dem Abbau von Graphit begonnen. Der Graphitbergbau wurde 1921 wegen zu geringer Ergiebigkeit der Lagerstätte eingestellt. Zu dieser Zeit hatte Mastník 323 Einwohner. 1961 lebten in dem Ort 292 Menschen. Im Jahre 1980 wurde Mastník nach Stařeč eingemeindet, 1990 löste sich Mastník wieder von Stařeč los und bildete eine eigene Gemeinde. Die Gemeinde ist Mitglied der Mikroregion Třebíčsko.

## Gemeindegliederung
Für die Gemeinde Mastník sind keine Ortsteile ausgewiesen.

## Sehenswürdigkeiten
- Kapelle der Jungfrau Maria auf dem Dorfplatz. Sie ist als Kulturdenkmal geschützt.
- Gedenkstein für die Gefallenen des Ersten Weltkrieges
- historische Grenzsteine

## Söhne und Töchter der Gemeinde
- Jan Zahradníček (1882–1958), Orthopäde und Kinderchirurg
- Jan Zahradníček (1905–1960), Dichter
- Jan Dokulil (1910–1974), Dichter und Übersetzer